# هوشنگ اعظمی لرستانی
دکتر هوشنگ اعظمی لرستانی (۱۳۱۵، استان خراسان رضوی – ۲۵ اردیبهشت ۱۳۵۵، تهران) پزشک و فعال سیاسی لرستانی بود. وی به دلیل عقاید ملی‌گرایانه بارها توسط سازمان ساواک دستگیر شد. هوشنگ اعظمی که از ایل بیرانوند است، سال ۱۳۵۵ در جریان درگیری مسلحانه با مأموران ساواک کشته شد.

## زندگی
هوشنگ اعظمی در سال ۱۳۱۵ در مشهد متولد شد. در بدو تولد، پدر او مرتضی اعظمی دستگیر و به همراه همه اعضای خانواده در کلات نادری تحت نظر قرار گرفتند. در سال ۱۳۲۰، پس از تبعید رضا شاه، پدر هوشنگ اعظمی از زندان آزاد و همراه خانواده به لرستان بازگشتند.
هوشنگ اعظمی در سال‌های ۱۳۲۹ تا ۱۳۳۲ به مبارزه سیاسی روی آورد. در سال ۱۳۳۵ در دانشکده پزشکی دانشگاه علوم پزشکی اصفهان مشغول تحصیل شد.
و همزمان به دانشکده افسری وارد شد که پس از یکسال به دلیل نداشتن صلاحیت از دانشکده افسری اخراج شد وی پس از موفقیت در اتمام دورهٔ پزشکی در سال ۱۳۴۲ خورشیدی به زادگاهش خرم‌آباد بازگشت ابتدا به صورت پاره وقت در درمانگاه شیر و خورشید خرم‌آباد مشغول به طبابت بود که به علّت مخالفت ساواک استخدام نشد، سپس اقدام به دایر کردن یک مطب در خیابان قیام سابق خرم‌آباد نمود و در این شهر نیز فعالیتهای سیاسی خود را ادامه داد هوشنگ اعظمی با گروهی از مبارزان مسلح در شهر خرم‌آباد همکاری می‌کرد هوشنگ اعظمی ضمن پیگیری فعالیتهای سیاسی و مشارکت مستمر در ایجاد یک گروه جهت مبارزه پارتیزانی در کوه‌های لرستان در حرفه پزشکی نیز خدمات و دلسوزی‌های فراوانی را نسبت به هم استانی‌های محروم خود به ویژه بیمارانی که از توانایی مالی برخوردار نبودند انجام می‌داد به نحوی که در مدت چندین سال طبابت خیل عظیمی از بیماران محروم را به صورت رایگان ویزیت می‌کرد و در مواردی حتی مبلغی مورد نیاز برای رفت و آمد و پول کافی جهت تهیه دارو برای بیماران محروم مستضعف را با هزینه شخصی پرداخت می‌کرد مجموعه این عوامل چهرهٔ محبوب و مردمی از هوشنگ اعظمی در میان طبقه محروم و نیازمند در لرستان به وجود آورد در دوران دانشجویی بین سال‌های ۱۳۳۹ تا ۱۳۴۲ با سازمان دانشجویان جبهه ملی همکاری می‌کرد، که در این دوره چندین بار توسط حکومت پهلوی دستگیر و راهی زندان شد. هوشنگ در این مقطع با گروه بیژن جزنی آشنا می‌شود و نقش برجسته‌ای در متشکل کردن مبارزان انقلابی استان لرستان ایفا می‌کند. به‌دنبال دستگیری بیژن جزنی و یارانش در تهران، او مبارزات را ادامه می‌دهد. در تابستان سال ۱۳۴۹، دوباره دستگیر و به زندان قزل قلعه تهران منتقل گردید که پس از چندین ماه آزاد شد.

## مرگ

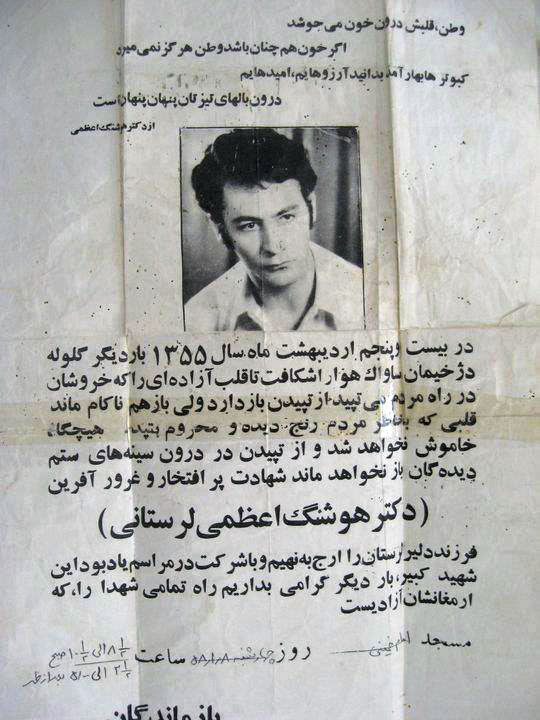
اطلاعیه مرگ هوشنگ اعظمی لرستانی

هوشنگ اعظمی در خرداد سال ۱۳۵۳، با آغاز مبارزه مسلحانه، در کوه‌های لرستان مخفی و در ۲۵ اردیبهشت سال ۱۳۵۵ در یک درگیری با نیروهای ساواک کشته شد. ساواک به دلیل جلوگیری از شورش احتمالی مردم در لرستان خبر مرگ وی را اعلام نکرد و این مسئله باعث شد چند ماه پس از انقلاب ۱۳۵۷، در اسناد بدست آمده زمان و نحوه مرگ وی مشخص شود.

## کتاب «یادهای ماندگار»
فریده کمالوند، همسر اول هوشنگ اعظمی، در کتابی با عنوان «یادهای ماندگار: خاطرات من و همسرم، دکتر هوشنگ اعظمی لرستانی» به شرح زندگی و مبارزات سیاسی همسرش پرداخته است.

## یادبود
در روزهای ابتدای انقلاب بهمن ۱۳۵۷، مردم نام بیمارستان شهدای عشایر را که تا پیش از آن، بیمارستان ساسان نامیده می‌شد، در بزرگداشت هوشنگ اعظمی لرستانی به بیمارستان دکتر هوشنگ اعظمی تغییر دادند. با این حال پس از مدتی با استقرار نیروهای مذهبی، نام هوشنگ اعظمی از روی بیمارستان برداشته و بیمارستان به نام شهدای عشایر نامیده شد.